# Francis L. Parker
Francis Lejau Parker (* 24. Juni 1873 in Abbeville, Abbeville County, South Carolina; † 16. Mai 1966 in Charleston, Charleston County, South Carolina) war ein Brigadegeneral der United States Army. Er war unter anderem Kommandeur der 1. Kavalleriedivision.
Francis Parker war ein Sohn von William Henry Parker (1828–1905) und dessen Frau Lucia Garvey Wardlaw (1833–1897). In den Jahren 1890 bis 1894 durchlief er die United States Military Academy in West Point. Nach seiner Graduation wurde er als Leutnant der Kavallerie zugeteilt. In der Armee durchlief er anschließend alle Offiziersränge vom Leutnant bis zum Brigadegeneral.
Im Lauf seiner militärischen Karriere absolvierte Parker verschiedene Kurse und Schulungen. Dazu gehörten unter anderem das Command and General Staff College in Fort Leavenworth in Kansas.
Er diente zunächst im 5. Kavallerieregiment in Fort Sam Houston und später im Fort Ringgold, ebenfalls in Texas. Im Jahr 1897 wurde er nach Washington, D.C. versetzt wo er an einer Militärschule moderne Sprachen unterrichtete. Während des Spanisch-Amerikanischen Kriegs war er auf Kuba, in Puerto Rico und auf den Philippinen eingesetzt. Nach seiner Rückkehr in die Vereinigten Staaten wurde Parker im Jahr 1904 Lehrer für Spanisch an der Militärschule in Fort Leavenworth. Daran schloss sich eine weitere Versetzung auf die Philippinen an.
Nach dem Ausbruch des Ersten Weltkriegs in Europa war er Militärbeobachter bei der rumänischen Armee. Danach war er Militärattaché in Petrograd in Russland. Nach seiner Heimkehr übernahm er als Oberst das Kommando über eine Einheit der Army National Guard, das 119. Infanterieregiment, das der 30. Infanteriedivision unterstand. Nach zwischenzeitlich kurzen anderen Verwendungen und dem inzwischen erfolgten Kriegseintritt der Vereinigten Staaten wurde er im Juni 1918 zum Brigadegeneral befördert und mit dem Kommando über die 171. Brigade, die zur 86. Infanteriedivision gehörte, betraut. Seine Einheit war als Teil der American Expeditionary Forces auf dem europäischen Kriegsschauplatz eingesetzt. Parker war an Kämpfen in Frankreich und Belgien beteiligt und gehörte bis Juni 1919 zu den Besatzungstruppen in Deutschland.
In den 1920er Jahren bekleidete Parker verschiedene Positionen als Kommandeur bzw. als Stabsoffizier. Er kommandierte unter anderem das 1. Kavallerieregiment und die 2. Feldartilleriebrigade. Im Jahr 1921 wurde er Militärattaché in Mexiko. Im weiteren Verlauf des Jahrzehnts war er Generalinspekteur der Sixt Corps Area in Chicago. Im Jahr 1927 gehörte er als stellvertretender Leiter (Vice Chairman) einer amerikanischen Wahlkommission für Nicaragua an. Zwei Jahre später wurde er Leiter der Behörde für insulare Angelegenheiten (Chief of the Bureau of Insular Affairs). 1933 folgte eine weitere Versetzung zum Fort Sam Houston. Im folgenden Jahr wurde er nochmals auf die Philippinen versetzt, wo er das Kommando über Fort Stotsenburg übernahm.
Im September 1936 erhielt Francis Parker mit dem Kommando über die 1. Kavalleriedivision seinen letzten militärischen Auftrag. Dieses Amt bekleidete er als Nachfolger von Hamilton S. Hawkins nur für einen Monat bis zum Oktober des gleichen Jahres als Ben Lear seine Nachfolge antrat. Seine kurze Amtszeit als Divisionskommandeur fiel mitten in die Zeit der Umstellung von klassischen Kavallerietruppen mit Pferden zu den damaligen Panzertruppen. Im Oktober 1936 schied Parker aus dem aktiven Militärdienst aus.
Er verbrachte seinen Lebensabend in Charleston in South Carolina, wo er sich am gesellschaftlichen Leben beteiligte und verschiedenen Gruppen und Organisationen angehörte. Er starb am 16. Mai 1966 und wurde auf dem Trinity Episcopal Church Cemetery in seinem Geburtsort Abbeville beigesetzt.